# Władysław Michał Turłaj
Władysław Michał Turłaj herbu Jastrzębiec – podczaszy trocki w 1698 roku, pisarz grodzki trocki w latach 1698–1704, wójt trocki w latach 1687–1690.
Poseł trocki na sejm pacyfikacyjny 1698 roku. Był posłem trockim na sejm 1699 roku. Poseł na sejm 1703 roku z powiatu trockiego.